# Motajica
La Motajica est un sommet situé au nord de la Bosnie-Herzégovine. Il possède quelques pics qui s'élèvent au-dessus de 500 m d'altitude, dont les plus importants sont le Gradina (652 m), le Lipaja (643 m) et l'Ostraja (521 m). 
La Motajnica est riche en forêts, où poussent notamment le chêne vert et le hêtre. Mais, ces forêts sont souvent surexploitées, ce qui met en danger la flore et la faune. Une des plus importantes campagnes de coupe sur les monts Motajica a eu lieu en 1869, sur l'ordre du gouvernement ottoman. Néanmoins, la montagne abrite encore des espèces d'arbres et de plantes rares. Près du village de Rakovac se trouve une importante forêt, la « forêt de Rakovac » (Rakovačka šuma). L'eau des rivières et sources de la Motajcica est particulièrement pure.
Par rapport aux autres montagnes de Bosnie-Herzégovine, la Motajica se caractérise par l'importance qu'y prennent les sols granitiques et, dans sa partie septentrionale, près de la Save, des carrières y ont été exploitées.